# Severiano de Almeida
Severiano de Almeida est une municipalité du Nord-Ouest de l'État du Rio Grande do Sul faisant partie de la microrégion d'Erechim et située à 395 km au nord-ouest de Porto Alegre, capitale de l'État. Elle se situe à une latitude de 27° 25′ 59″ sud et à une longitude de 52° 06′ 58″ ouest, à une altitude de 476 mètres. Sa population était estimée à 3 907, pour une superficie de 168 km2. On y accède par les BR-153 et RS-426. Elle est séparée de l'État de Santa Catarina par le rio Uruguai.
1916 est l'année où arrivèrent neuf Italiens sur les rives du rio Uruguai, venant de Caxias do Sul, Guaporé, Veranópolis, Bento Gonçalves, entre autres.
Ils venaient dans l'espoir de trouver des terres fertiles et du bois. En souvenir de leurs origines, ils baptisèrent le lieu Nova Itália ("Nouvelle Italie") dont le nom resta jusqu'en 1962, quand le Conseil municipal d'Erechim changea définitivement le nom de ce district pour celui de Severiano de Almeida, en hommage à un ingénieur topographe qui démarqua les terres de la municipalité.
L'économie de la municipalité est essentiellement axée autour de l'agriculture, dont le soja et le maïs figurent de chaque côté du blason municipal. La mise en service du Barrage d'Itá, en 2000, a ouvert de nouvelles perspectives en matière de tourisme.

## Villes voisines
- Marcelino Ramos
- Viadutos
- Três Arroios
- Mariano Moro